# Mario Geymonat
Mario Geymonat (Torino, 26 gennaio 1941 – Venezia, 17 febbraio 2012) è stato un filologo classico e latinista italiano.

## Biografia
Insegnò letteratura latina all'Università Ca' Foscari di Venezia fino all'autunno del 2008. In precedenza era stato professore di grammatica greca e latina, letteratura latina e filologia classica nelle Università di Milano, Calabria e Siena. 
Fu tra i fondatori, nel 1966, del Partito Comunista d'Italia (marxista-leninista).
Fu autore di importanti edizioni critiche, in particolare del poeta Virgilio (la prima fu pubblicata da Paravia a Torino nel 1973, la seconda, rinnovata e ampliata, dalle Edizioni di Storia e Letteratura a Roma nel 2008). Pubblicò numerosi saggi critici su riviste italiane e straniere.
Fin da giovane, per influenza del padre Ludovico, uno dei maggiori epistemologi del secolo scorso, si occupò anche di storia della scienza antica: pubblicò fra l'altro il palinsesto veronese della traduzione latina degli Elementi di Euclide e da ultimo la biografia di uno degli scienziati più originali della storia, Il Grande Archimede(Sandro Teti Editore, Roma, 2006; 3ª edizione 2008). Il volume, insignito del Premio Corrado Alvaro, è stato pubblicato anche in inglese da Baylor University Press.
Morì nel 2012 all'età di 71 anni: era vedovo dell'italianista Giovanna Gronda. In occasione del secondo anniversario della morte, Sandro Teti Editore ha pubblicato il volume C'è chi crede nei sogni (2014) a cura di Anna Lombardo.